# 8e régiment de bersagliers

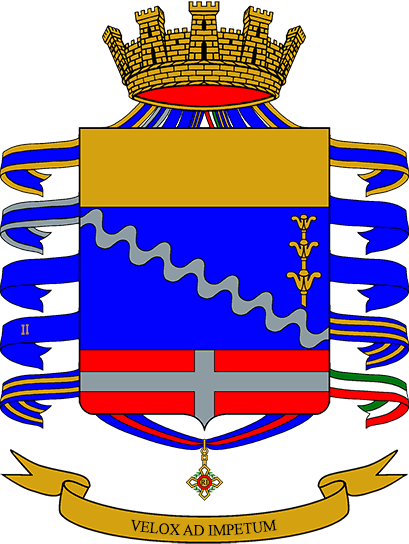
Blason du 8e régiment de bersagliers

Le 8e régiment de bersagliers est un régiment de tirailleurs (bersagliers) de l'armée de terre italienne.

## Historique
Le 8e régiment de bersagliers fut constitué le 1er janvier 1871 de quatre bataillons provenant du 3e régiment d'infanterie. Il participe à la guerre italo-turque entre 1911 et 1912 puis à la Première Guerre mondiale. En 1937, il est incorporé dans la célèbre brigade « Prince Amédéo, Duc d'Aoste » puis passe en 1938 dans la 2e brigade blindée qui est transformée en 1939 en division blindée « Ariete ».

### Seconde Guerre mondiale
Le 8e régiment de bersagliers participe au sein de cette division à l'occupation de l'Albanie en 1939 puis la division est envoyée en Afrique septentrionale et prend part aux campagnes de l'Afrika Korps pour finalement être décimée lors de la bataille d'El Alamein.
Le régiment fut dissous le 13 mai 1943 après la bataille d'Enfidaville mais fut reconstitué le 15 juillet 1943 à Vérone où il cessa d'exister à la suite de l'armistice du 8 septembre 1943. Le 8e bersagliers n'est ensuite reconstitué que le 15 septembre 1949, en un régiment de deux bataillons de bersagliers et un bataillon blindé. Il est incorporé dans la division « Ariete » à Pordenone.

### Après les deux guerres mondiales
À la suite, de la réorganisation de la force armée italienne en 1975, le régiment est incorporé dans la Commando de la Brigade de bersagliers « Garibaldi » avec ses bataillons :
- 3e bersagliers « Cernaia »,
- 7e chars « Di Dio »,
- 11e bersagliers « Caprera »,
- 19e artillerie « Rialto »,
- 26e bersagliers « Castelfidardo ».

Le 3e bataillon de bersagliers « Cernaia » héritant des traditions du 8e régiment de bersagliers.
Le régiment fut utilisé dans les opérations de secours aux populations victimes du tremblement de terre dans le Frioul en 1976 et en Campanie en 1980. Pour son intervention dans le Frioul, la brigade reçut la médaille d'argent « al valor civile », et fut faite citoyenne d'honneur de la commune de Osoppo.

### Aujourd'hui
En juin 1991, après plus de 40 ans de résidence dans la province de Pordenone dans le Frioul, le régiment est transféré à Caserte et en 1993 il perd son autonomie et devient partie du 8e régiment de bersagliers qui se reconstitue à Caserte.
Aujourd'hui ce régiment est une des pions essentiels de la Brigade de bersagliers « Garibaldi ».
Le 8e régiment de bersagliers a participé à toutes les opérations à l'étranger où la brigade Garibaldi a été envoyée :
- au Liban en 1983 ;
- au sein du contingent italien de la Force multinationale de paix avec l'objectif de protéger plusieurs camps palestiniens,
- dans les Balkans en Bosnie, Albanie, Macédoine et Kosovo. Au Kosovo, le 3e bataillon de bersagliers « Cernaia » a constitué l'ossature de l'Italian Battle Group pour l'opération Joint Guarantor ;
- Le 3e bataillon « Cernaia » a participé de décembre 1992 à 1993 à l'opération Vespri siciliani (Vêpres Siciliennes) pour le maintien de l'ordre public dans la zone de Palerme ;
- Récemment ce régiment a été engagé en Afghanistan et en Iraq dans le cadre de l'opération Antica Babilonia (Ancienne Babylone).

## Drapeau
Le drapeau du régiment porte les insignes de l'Ordre militaire d'Italie, 2 médailles d'or, 1 d'argent et 5 de bronze al valor militare, 1 médaille d'or et une d'argent al valore dell'esercito, 1 médaille d'argent al valor civile et 1 médaille d'argent de "Benemerenza" pour le tremblement de terre de Reggio de Calabre en 1908.